# Kuhlenvenn
Das Kuhlenvenn ist ein 67 ha großes Naturschutzgebiet auf dem Stadtgebiet von Gescher nahe dem Ortsteil Hochmoor im Kreis Borken in Nordrhein-Westfalen. Die ersten 21 ha wurden am 18. März 1988, der südliche Teil am 11. Januar 1994 unter Schutz gestellt.  Das Naturschutzgebiet trägt die Kennung BOR-022.

## Allgemeines
Das in der Quellregion des Heubachs gelegene Kuhlenvenn ist ein Überbleibsel des Weißen Venns. Das Weiße Venn zwischen Velen und Coesfeld war bis Mitte des 20. Jahrhunderts das größte Moorgebiet in Westfalen. Heute ist es weitgehend trockengelegt, abgetorft und kultiviert. Im Gegensatz zur nahegelegenen Fürstenkuhle haben sich hier jedoch keine Reste des früheren Hochmoores erhalten. Das Kuhlenvenn besteht vielmehr aus extensiv genutztem Grünland und Feuchtwiesen mit Blänken und einem künstlich geschaffenen See, aus dem zwischen 1984 und 1988 Sand – unter anderem für den Bau der A 31 – gefördert wurde. Das Kuhlenvenn hat sich zu einem international bedeutenden Rückzugsgebiet für Wasser-, Wat- und Wiesenvögel aller Art entwickelt, die das Habitat zur Brut, zur Nahrungssuche, als Rastplatz oder zum Überwintern nutzen.
Im Westen und Osten des Gebietes, unmittelbar an dessen Grenze, befinden sich zwei massive Unterstände, von denen aus die Vogelwelt beobachtet werden kann, ohne dass die Tiere gestört werden. Ein Fußweg führt am Abgrabungssee vorbei von Osten nach Westen quer durch das Naturschutzgebiet und verbindet so die beiden Beobachtungsstationen.
Die Biologische Station Zwillbrock betreut das Naturschutzgebiet Kuhlenvenn und wird vom Naturschutzbund (NABU) Coesfeld bei Arbeitseinsätzen und Vogelzählungen unterstützt.

## Flora
Die Pflanzenwelt des Kuhlenvenns ist typisch für die verschiedenen Biotoptypen, von denen Fettwiesen und -weiden mit zusammen rund 33 ha sowie das Abgrabungsgewässer  mit 9 ha flächenmäßig den größten Teil einnehmen. Hier sind u. a. verschiedenste Binsen, Seggen, Gräser, Hahnenfußgewächse, Kräuter und Wasserpflanzen heimisch. Das Gelände ist von Wallhecken (Hainbuche, Eberesche), Baumreihen, Gebüsch und Strauchgruppen (Brombeere, Faulbaum, Sand-Birke, Schwarz-Erle, Gewöhnlicher Schneeball, Stiel-Eiche, Weiden) durchsetzt.

## Fauna
Das Kuhlenvenn ist bekannt für seine vielfältige Vogelfauna. Zu den schützenswertesten Arten gehören etliche selten gewordenen Wasser-, Wat- und Wiesenvögel wie der Große Brachvogel, der Kiebitz, der Kormoran, die Uferschnepfe,  die Löffelente und der Zwergtaucher. Diese stehen ebenso auf der Roten Liste wie Rotmilan, Sperber und Turmfalke sowie Steinkauz, Wiesenpieper und Rauchschwalbe, die ebenfalls im Kuhlenvenn heimisch sind. Daneben sind viele weitere Vögel regelmäßig oder ab und an im Venn anzutreffen, etwa Bläss-, Waldsaat- und Graugans, Kampfläufer, Bekassine, Sterntaucher, Grün- und Rotschenkel, Grau- und Silberreiher, Austernfischer, Bachstelze, Blässhuhn, Dorngrasmücke, Haubentaucher,  Reiherente, Rohrammer, Stockente, Sumpfrohrsänger und Wiesenschafstelze. Die Feldlerche ist im Zuge der Wiedervernässung stark zurückgedrängt worden und wurde seit 2009 nicht mehr beobachtet.
Hinter der Vogelfauna tritt die Bedeutung der übrigen Tierwelt des Kuhlenvenns etwas zurück. In den  Feuchtgebieten und Blänken fühlen sich mit Grasfrosch, Kreuzkröte, Moorfrosch und Teichmolch einige Amphibienarten wohl, den Abgrabungssee bevölkern Schlammpeitzger. Von den heimischen Reptilienarten sind Blindschleiche und Waldeidechse im Venn anzutreffen. Breitflügel- und Wasserfledermaus stechen unter den Säugetieren besonders hervor.